# Robert Eisler
Robert Eisler (Vienna, 27 aprile 1882 – Oxted, 17 dicembre 1949) è stato uno storico e biblista austriaco.

## Formazione e carriera
Nato a Vienna da una famiglia ebraica ma convertito al cattolicesimo, Eisler studiò all'Università di Vienna, dove si laureò nel 1904 e perfezionò i suoi studi all'Università di Roma "La Sapienza" e all'Università Nazionale Capodistriana di Atene. Servì nella prima guerra mondiale come ufficiale dell'esercito austro-ungarico. In seguito divenne collaboratore dell'Istituto Austriaco di studi storici presso l'Università di Vienna. Fra il 1925 e il 1931 lavorò a Parigi come vice-segretario del Comitato per la cooperazione intellettuale della Società delle Nazioni e nel biennio 1927-1928 ebbe un incarico di insegnamento all'Università La Sorbona. Tornato in patria, dopo l'annessione dell'Austria alla Germania nel 1938 fu internato nei campi di concentramento di Dachau e Buchenwald. Prima dello scoppio della seconda guerra mondiale riuscì ad emigrare nel Regno Unito, dove lavorò come lettore all'Università di Oxford. Morì a Oxted. 
Durante la sua carriera, Eisler si occupò principalmente di storia antica, storia dell'arte e storia delle religioni, ma ebbe vasti interessi culturali e fu anche allievo dello psicologo Carl Gustav Jung. Gli scritti di Eisler abbracciano una grande varietà di temi comprendenti anche l'astrologia, la magia, il misticismo, la licantropia e l'economia. Fu descritto da Gershom Scholem come "una figura sorprendente nel campo dell'erudizione".
Eisler fu sposato con Lili von Pansinger. La sorella di sua moglie, Elisabeth, realizzò una traduzione in inglese del libro Heidi, pubblicata nel 1915.

## Tesi su Gesù
Eisler ha avanzato sul Gesù storico alcune tesi controverse. Secondo una di esse, Gesù era un ribelle politico con tendenze escatologiche, legato al movimento degli zeloti. Per appoggiare questa tesi, Eisler si è riferito ad un manoscritto in slavonico (russo antico) che sarebbe una traduzione della prima edizione in greco delle Guerre giudaiche di Flavio Giuseppe. L'autenticità di questo  manoscritto è messa in dubbio da diversi studiosi.

## Libri pubblicati
- Studien zur Werttheorie (1902)
- Die Legende vom heiligen Karantanerherzog Domitianus, Mitteilungen des Instituts für österreichische Geschichtsforschung, 1907
- Die illuminierten Handschriften in Kärnten, 1907
- Weltenmantel und Himmelszelt (due volumi), 1910
- Die Kenitischen Weihinschriften der Hyksoszeit, 1919
- Orpheus the Fisher: Comparative Studies in Orphic and Christian Cult Symbolism, 1921
- Das Geld (1924)
- Orphisch-Dionysische Mysteriengedanken in der christlichen Antike, 1925
- Iesous Basileus ou Basileusas (due volumi), 1929-1930
- The Messiah Jesus and John the Baptist, 1931
- This Money Maze, 1931
- Stable Money, 1932
- Monetary Theory and Monetary Policy, 1934
- Zur Kritik der psychologistischen Konjunktur-Theorie, 1935
- Das Rätzel des vierten Evangeliums, 1936 (in inglese The Enigma of the Fourth Gospel, 1938)
- Flavius Josephus Studien, 1938
- The Royal Art of Astrology, Londra, 1946
- Una Tavoletta di Biccherna Nuovamente Scoperta, 1950
- Man Into Wolf: An Anthropological Interpretation of Sadism, Masochism and Lycanthropy, 1951 (edizione italiana: Uomo lupo. Saggio sul sadismo, il masochismo e la licantropia,  Milano, Medusa edizioni, 2011)
- Comparative Studies In Ancient Cosmology (inedito)